# Альбариньо
Альбариньо (исп. Albariño), или Альваринью (порт. Alvarinho) — сорт белого винограда, используемый на Пиренейском полуострове для изготовления белых вин (преимущественно «молодых» вин, не требующих никакой выдержки).
Наиболее распространён в Галисии, где в регионе Риас-Байшас (Rías Baixas) из него производят высококислотное (7-10 грамм титруемой кислотности на литр при стандарте для белых вин менее 4 граммов) и достаточно ароматное сухое вино. На северо-западе Португалии популярен в районе Монсана и Мелгасу, где его используют при производстве винью верде (как купажированного, так и сортового). С 2010-х годов один из самых модных и востребованных сортов винного винограда, цены на вина из которого неуклонно растут. В связи с этим всё чаще высаживается в Новом Свете (Австралия, Новая Зеландия, отдельные районы Калифорнии). С 2020 года разрешён для производства вин Бордо.
Сухие вина из альбариньо в норме отличаются яркой, освежающей кислотностью и вызывают ассоциации с косточковыми фруктами (абрикос, персик). В идеале также обладают солёными нотками, напоминающими о том, что исходный виноград выращен в непосредственной близости от океана. Хорошо сочетаются с дарами моря и листовой зеленью.

## География и технология выращивания
Лозы энергичны в росте, поэтому необходимо сдерживать их рост. К грибным болезням сорт неустойчив. Грозди мелкие с маленькими круглыми ягодами янтарного цвета и с розоватыми оттенками кожицы. Урожайность этого сорта винограда невысока, что предрасполагает к выработке насыщенных вин.
Альбариньо традиционно возделывается на дождливом северо-западе Пиренейского полуострова на почвах с высоким содержанием гранита. Чтобы после частых дождей лозы быстрее сохли, их традиционно подвязывали к шпалерам (перголам). Это не только снижало вероятность поражения винограда плесенью или гнилью, но и оставляло больше места для выращивания крестьянами зерна и овощей. На шпалерах виноград, давая значительный урожай, набирает больше кислоты и меньше алкоголя, чем обычно (часто не более 8,5% алкоголя); в связи с этим многие виноградари постепенно отказываются от использования шпалер.
Пионерами виноделия из данного сорта считаются монахи обители Армантера в окрестностях Камбадоса. До сих пор стандарты вин из альбариньо задают винодельни района Валь-де-Сальнеc, расположенного рядом с этим городом. В первое воскресенье августа в Камбадосе проходит фестиваль альбариньо. Аппелласьон (винодельческая зона) уровня DO был учреждён довольно поздно, в 1988 году. На международных рынках альбариньо поначалу позиционировался как испанский аналог пино-гриджо или же северного мюскаде (с которым его сближает обилие солёных и минеральных нот, а также ощутимая кислотность). За 35 лет с момента учреждения аппелласьона Риас-Байшас производство белого вина на его территории выросло в 100 раз.

## Виноделие

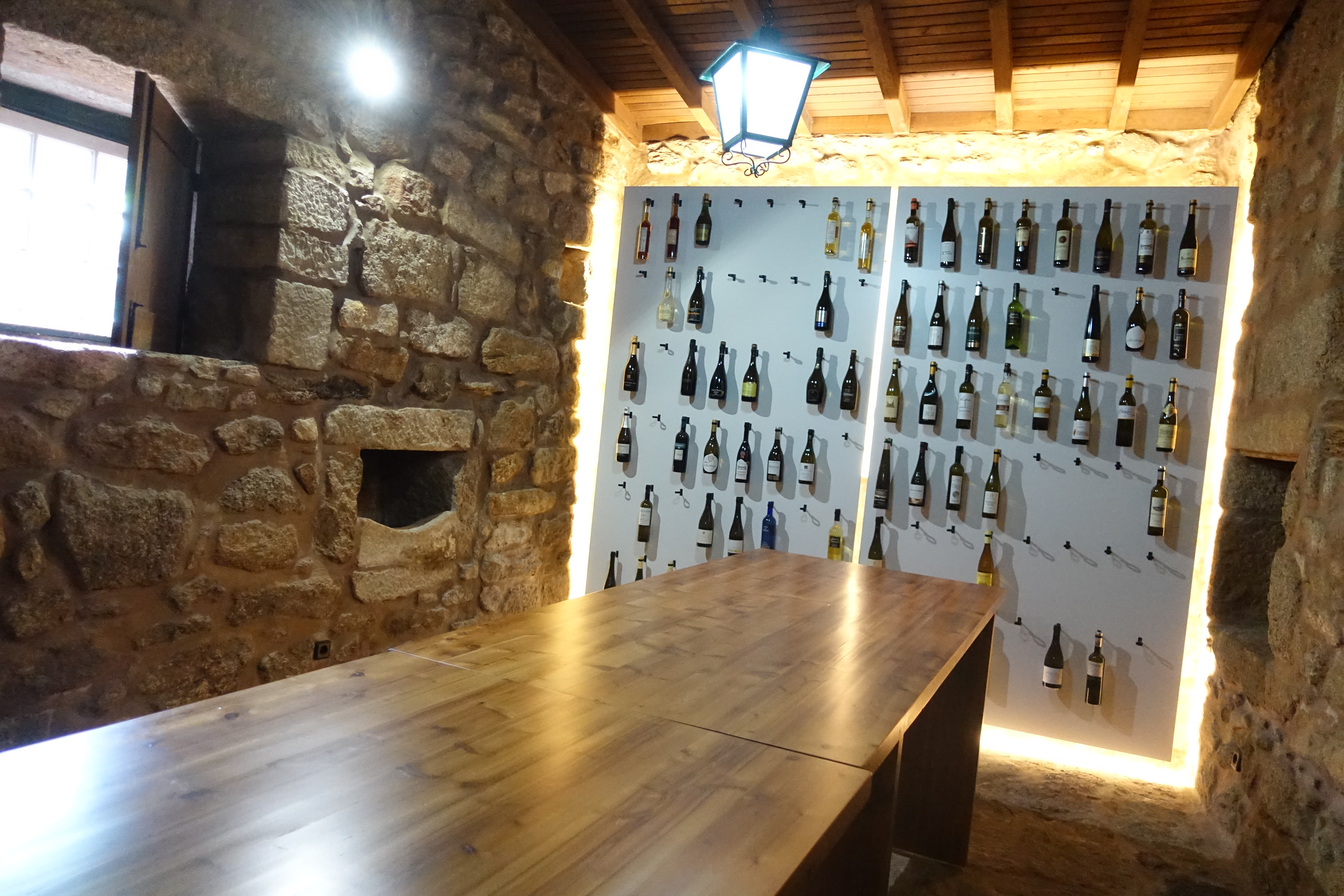
В Музее альваринью

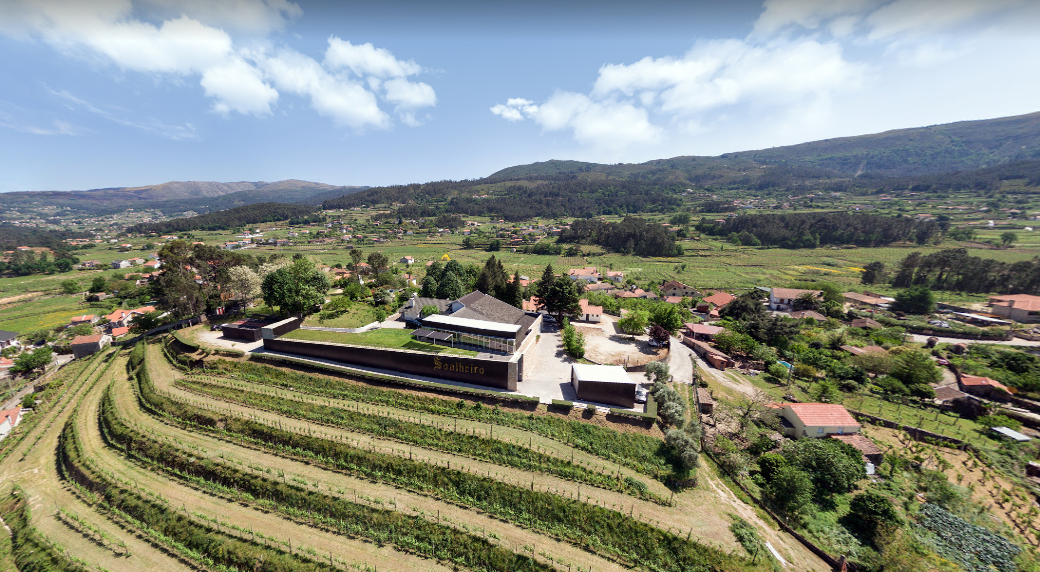
Виноградники на севере Португалии

В португальской провинции Минью из альваринью получают лёгкие вина с невысоким содержаним алкоголя и слабой шипучестью, отлично освежающие в знойный летний полдень (см. винью-верде). В 2015 году в Монсане открылся Музей альваринью.
Сухие галисийские вина отличаются травяным ароматом с цитрусовыми нотами, напоминающим гасконский пти-мансан (предположительно родственный сорт), в меньшей степени — вьонье из долины Роны. Подаются, как правило, предельно охлаждёнными; нередко с рыбными блюдами или дичью. Толстая кожица ягод альбариньо гарантирует высокое содержание в вине фенольных соединений, придающих ему горчинку косточек абрикоса и недозрелого миндаля. Производители вин по обе стороны португало-испанской границы традиционно старались делать вина максимально освежающими и поэтому не использовали выдержку вина в бочках. Для этикеток и названий белых вин Галисии характерны отсылки к морю и его обитателям.
В условиях современного бума на альбариньо виноделы предлагают самые разнообразные вина из данного сорта, в том числе выдержанные годами в дубовых ёмкостях, мацерированные с мезгой в глиняных ёмкостях («оранжевые»), выдержанные под дрожжевым слоем (флором) с вкраплением ягод, поражённых «благородной гнилью», и т. д.